# 诉讼笔录
《诉讼笔录》（法语：Le proces-verbal）是法国作家让-马里·古斯塔夫·勒克莱齐奥的一部长篇小说，发表于1963年，该小说的发表奠定了作者在文坛的地位。《诉讼笔录》讲述了流浪青年亚当·波洛终日无所事事，不关心生活，不关心社会，不关心亲人朋友，既不思考自己的过去，也不思考自己的将来，并且拒绝接受理性的思维方向，最终因在大街上发表怪诞的演说而被警察视为精神病人，最终被送入医院的故事。《诉讼笔录》结构松散，没有严密的故事脉络，但描写细致入微，体现了新小说派的风格。